# Cameraria acericola
Cameraria acericola là một loài bướm đêm thuộc họ Gracillariidae. Nó được tìm thấy ở Nhật Bản (Hokkaido) và vùng Viễn Đông Nga
Sải cánh dài 6.5-8.5 mm.
Ấu trùng ăn Acer mono. Chúng ăn lá nơi chúng làm tổ. The mine consists of a blotch which is entirely flat và located on the upper surface of the leaf. The cocoon is buff white, ellipsoidal và placed in the centre of the mine-cavity.